# كم يونغ جن (لاعب كرة قدم)
كم يونغ جن (بالهانغل: 김영준، وبالهانجا: 金永俊. ولد في 19 يوليو 1983 في كوريا الشمالية) لاعب كرة قدم كوري شمالي يلعب حاليا لصالح نادي بيونغيانغ سيتي الكوري الشمالي .

## وصلات خارجية
- كيم يونغ جون على موقع الاتحاد الدولي (مؤرشف)  (الإنجليزية)
- كيم يونغ جون على موقع قاعدة بيانات كرة القدم.إي يو (الإنجليزية)
- كيم يونغ جون على موقع ناشيونال فوتبول تيمز (الإنجليزية)
- كيم يونغ جون على موقع عالم كرة القدم.نت (الإنجليزية)